# Othello (jeu)
Pour les articles homonymes, voir Othello.
Othello (aussi connu sous le nom Reversi) est un jeu de société combinatoire abstrait opposant deux joueurs.
Il se joue sur un tablier unicolore de 64 cases, 8 sur 8, appelé othellier. Les joueurs disposent de 64 pions bicolores, noirs d'un côté et blancs de l'autre. En début de partie, quatre pions sont déjà placés au centre de l'othellier : deux noirs, en e4 et d5, et deux blancs, en d4 et e5. Chaque joueur, noir et blanc, pose l'un après l'autre un pion de sa couleur sur l'othellier selon des règles précises. Le jeu s'arrête quand les deux joueurs ne peuvent plus poser de pion. On compte alors le nombre de pions. Le joueur ayant le plus grand nombre de pions de sa couleur sur l'othellier a gagné.

## Histoire
Le jeu de Reversi est inventé vers 1880 en Angleterre par Lewis Waterman ou John W. Mollet, qui s'accusent mutuellement de plagiat (il est également possible que ce soit quelqu'un d'autre qui ait inventé ce jeu).
Othello a été « inventé » au Japon en 1971 par Goro Hasegawa. Othello est une marque déposée, tandis que le Reversi est aujourd’hui libre de droits et commercialisé par de nombreux éditeurs.

## Règles du jeu
Noir commence toujours la partie,. Puis les joueurs jouent à tour de rôle, chacun étant tenu de capturer des pions adverses lors de son mouvement. Si un joueur ne peut pas capturer de pion(s) adverse(s), il est forcé de passer son tour. Si aucun des deux joueurs ne peut jouer, ou si l'othellier ne comporte plus de case vide, la partie s'arrête. Le gagnant en fin de partie est celui qui possède le plus de pions.
La capture de pions survient lorsqu'un joueur place un de ses pions à l'extrémité d'un alignement de pions adverses contigus et dont l'autre extrémité est déjà occupée par un de ses propres pions. Les alignements considérés peuvent être une colonne, une ligne, ou une diagonale. Si le pion nouvellement placé vient fermer plusieurs alignements, il capture tous les pions adverses des lignes ainsi fermées. La capture se traduit par le retournement des pions capturés. Ces retournements n'entraînent pas d'effet de capture en cascade : seul le pion nouvellement posé est pris en compte.
Par exemple, la figure de gauche ci-dessous montre la position de départ. La figure centrale montre les 4 cases où Noir peut jouer, grâce à la capture d'un pion Blanc. Enfin, la figure de droite montre la position résultante si Noir joue en d3. Le pion Blanc d4 a été capturé (retourné), devenant ainsi un pion Noir.
|    | |    |    |    |    |    |    |
|    | \| \| \| \| \| \| \| \| \| \| \| \| \| \| \| \| \| \| \| \| \| \| \| \| \| \| \| \| \| \| \| \| \| \| \| \| \| \| \| \| \| \| \| \| \| \| \| \| \| \| \| \| \| \| \| \| \| \| \| \| \| \| \| \| \| \| \| \| \| \| \| \| |    |    |    |    |    |    |
|    | |    |    |    |    |    |    |
| a1 | b1 | c1 | d1 | e1 | f1 | g1 | h1 |
| a2 | b2 | c2 | d2 | e2 | f2 | g2 | h2 |
| a3 | b3 | c3 | d3 | e3 | f3 | g3 | h3 |
| a4 | b4 | c4 | d4 | e4 | f4 | g4 | h4 |
| a5 | b5 | c5 | d5 | e5 | f5 | g5 | h5 |
| a6 | b6 | c6 | d6 | e6 | f6 | g6 | h6 |
| a7 | b7 | c7 | d7 | e7 | f7 | g7 | h7 |
| a8 | b8 | c8 | d8 | e8 | f8 | g8 | h8 |

| a1 | b1 | c1 | d1 | e1 | f1 | g1 | h1 |
| a2 | b2 | c2 | d2 | e2 | f2 | g2 | h2 |
| a3 | b3 | c3 | d3 | e3 | f3 | g3 | h3 |
| a4 | b4 | c4 | d4 | e4 | f4 | g4 | h4 |
| a5 | b5 | c5 | d5 | e5 | f5 | g5 | h5 |
| a6 | b6 | c6 | d6 | e6 | f6 | g6 | h6 |
| a7 | b7 | c7 | d7 | e7 | f7 | g7 | h7 |
| a8 | b8 | c8 | d8 | e8 | f8 | g8 | h8 |

|    | |    |    |    |    |    |    |
|    | \| \| \| \| \| \| \| \| \| \| \| \| \| \| \| \| \| \| \| \| \| \| \| \| \| \| \| \| \| \| \| \| \| \| \| \| \| \| \| \| \| \| \| \| \| \| \| \| \| \| \| \| \| \| \| \| \| \| \| \| \| \| \| \| \| \| \| \| \| \| \| \| |    |    |    |    |    |    |
|    | |    |    |    |    |    |    |
| a1 | b1 | c1 | d1 | e1 | f1 | g1 | h1 |
| a2 | b2 | c2 | d2 | e2 | f2 | g2 | h2 |
| a3 | b3 | c3 | d3 | e3 | f3 | g3 | h3 |
| a4 | b4 | c4 | d4 | e4 | f4 | g4 | h4 |
| a5 | b5 | c5 | d5 | e5 | f5 | g5 | h5 |
| a6 | b6 | c6 | d6 | e6 | f6 | g6 | h6 |
| a7 | b7 | c7 | d7 | e7 | f7 | g7 | h7 |
| a8 | b8 | c8 | d8 | e8 | f8 | g8 | h8 |

| a1 | b1 | c1 | d1 | e1 | f1 | g1 | h1 |
| a2 | b2 | c2 | d2 | e2 | f2 | g2 | h2 |
| a3 | b3 | c3 | d3 | e3 | f3 | g3 | h3 |
| a4 | b4 | c4 | d4 | e4 | f4 | g4 | h4 |
| a5 | b5 | c5 | d5 | e5 | f5 | g5 | h5 |
| a6 | b6 | c6 | d6 | e6 | f6 | g6 | h6 |
| a7 | b7 | c7 | d7 | e7 | f7 | g7 | h7 |
| a8 | b8 | c8 | d8 | e8 | f8 | g8 | h8 |

|    | |    |    |    |    |    |    |
|    | \| \| \| \| \| \| \| \| \| \| \| \| \| \| \| \| \| \| \| \| \| \| \| \| \| \| \| \| \| \| \| \| \| \| \| \| \| \| \| \| \| \| \| \| \| \| \| \| \| \| \| \| \| \| \| \| \| \| \| \| \| \| \| \| \| \| \| \| \| \| \| \| |    |    |    |    |    |    |
|    | |    |    |    |    |    |    |
| a1 | b1 | c1 | d1 | e1 | f1 | g1 | h1 |
| a2 | b2 | c2 | d2 | e2 | f2 | g2 | h2 |
| a3 | b3 | c3 | d3 | e3 | f3 | g3 | h3 |
| a4 | b4 | c4 | d4 | e4 | f4 | g4 | h4 |
| a5 | b5 | c5 | d5 | e5 | f5 | g5 | h5 |
| a6 | b6 | c6 | d6 | e6 | f6 | g6 | h6 |
| a7 | b7 | c7 | d7 | e7 | f7 | g7 | h7 |
| a8 | b8 | c8 | d8 | e8 | f8 | g8 | h8 |

| a1 | b1 | c1 | d1 | e1 | f1 | g1 | h1 |
| a2 | b2 | c2 | d2 | e2 | f2 | g2 | h2 |
| a3 | b3 | c3 | d3 | e3 | f3 | g3 | h3 |
| a4 | b4 | c4 | d4 | e4 | f4 | g4 | h4 |
| a5 | b5 | c5 | d5 | e5 | f5 | g5 | h5 |
| a6 | b6 | c6 | d6 | e6 | f6 | g6 | h6 |
| a7 | b7 | c7 | d7 | e7 | f7 | g7 | h7 |
| a8 | b8 | c8 | d8 | e8 | f8 | g8 | h8 |

|    | |    |    |    |    |    |    |
|    | \| \| \| \| \| \| \| \| \| \| \| \| \| \| \| \| \| \| \| \| \| \| \| \| \| \| \| \| \| \| \| \| \| \| \| \| \| \| \| \| \| \| \| \| \| \| \| \| \| \| \| \| \| \| \| \| \| \| \| \| \| \| \| \| \| \| \| \| \| \| \| \| |    |    |    |    |    |    |
|    | |    |    |    |    |    |    |
| a1 | b1 | c1 | d1 | e1 | f1 | g1 | h1 |
| a2 | b2 | c2 | d2 | e2 | f2 | g2 | h2 |
| a3 | b3 | c3 | d3 | e3 | f3 | g3 | h3 |
| a4 | b4 | c4 | d4 | e4 | f4 | g4 | h4 |
| a5 | b5 | c5 | d5 | e5 | f5 | g5 | h5 |
| a6 | b6 | c6 | d6 | e6 | f6 | g6 | h6 |
| a7 | b7 | c7 | d7 | e7 | f7 | g7 | h7 |
| a8 | b8 | c8 | d8 | e8 | f8 | g8 | h8 |

| a1 | b1 | c1 | d1 | e1 | f1 | g1 | h1 |
| a2 | b2 | c2 | d2 | e2 | f2 | g2 | h2 |
| a3 | b3 | c3 | d3 | e3 | f3 | g3 | h3 |
| a4 | b4 | c4 | d4 | e4 | f4 | g4 | h4 |
| a5 | b5 | c5 | d5 | e5 | f5 | g5 | h5 |
| a6 | b6 | c6 | d6 | e6 | f6 | g6 | h6 |
| a7 | b7 | c7 | d7 | e7 | f7 | g7 | h7 |
| a8 | b8 | c8 | d8 | e8 | f8 | g8 | h8 |

|    | |    |    |    |    |    |    |
|    | \| \| \| \| \| \| \| \| \| \| \| \| \| \| \| \| \| \| \| \| \| \| \| \| \| \| \| \| \| \| \| \| \| \| \| \| \| \| \| \| \| \| \| \| \| \| \| \| \| \| \| \| \| \| \| \| \| \| \| \| \| \| \| \| \| \| \| \| \| \| \| \| |    |    |    |    |    |    |
|    | |    |    |    |    |    |    |
| a1 | b1 | c1 | d1 | e1 | f1 | g1 | h1 |
| a2 | b2 | c2 | d2 | e2 | f2 | g2 | h2 |
| a3 | b3 | c3 | d3 | e3 | f3 | g3 | h3 |
| a4 | b4 | c4 | d4 | e4 | f4 | g4 | h4 |
| a5 | b5 | c5 | d5 | e5 | f5 | g5 | h5 |
| a6 | b6 | c6 | d6 | e6 | f6 | g6 | h6 |
| a7 | b7 | c7 | d7 | e7 | f7 | g7 | h7 |
| a8 | b8 | c8 | d8 | e8 | f8 | g8 | h8 |

| a1 | b1 | c1 | d1 | e1 | f1 | g1 | h1 |
| a2 | b2 | c2 | d2 | e2 | f2 | g2 | h2 |
| a3 | b3 | c3 | d3 | e3 | f3 | g3 | h3 |
| a4 | b4 | c4 | d4 | e4 | f4 | g4 | h4 |
| a5 | b5 | c5 | d5 | e5 | f5 | g5 | h5 |
| a6 | b6 | c6 | d6 | e6 | f6 | g6 | h6 |
| a7 | b7 | c7 | d7 | e7 | f7 | g7 | h7 |
| a8 | b8 | c8 | d8 | e8 | f8 | g8 | h8 |

|    | |    |    |    |    |    |    |
|    | \| \| \| \| \| \| \| \| \| \| \| \| \| \| \| \| \| \| \| \| \| \| \| \| \| \| \| \| \| \| \| \| \| \| \| \| \| \| \| \| \| \| \| \| \| \| \| \| \| \| \| \| \| \| \| \| \| \| \| \| \| \| \| \| \| \| \| \| \| \| \| \| |    |    |    |    |    |    |
|    | |    |    |    |    |    |    |
| a1 | b1 | c1 | d1 | e1 | f1 | g1 | h1 |
| a2 | b2 | c2 | d2 | e2 | f2 | g2 | h2 |
| a3 | b3 | c3 | d3 | e3 | f3 | g3 | h3 |
| a4 | b4 | c4 | d4 | e4 | f4 | g4 | h4 |
| a5 | b5 | c5 | d5 | e5 | f5 | g5 | h5 |
| a6 | b6 | c6 | d6 | e6 | f6 | g6 | h6 |
| a7 | b7 | c7 | d7 | e7 | f7 | g7 | h7 |
| a8 | b8 | c8 | d8 | e8 | f8 | g8 | h8 |

| a1 | b1 | c1 | d1 | e1 | f1 | g1 | h1 |
| a2 | b2 | c2 | d2 | e2 | f2 | g2 | h2 |
| a3 | b3 | c3 | d3 | e3 | f3 | g3 | h3 |
| a4 | b4 | c4 | d4 | e4 | f4 | g4 | h4 |
| a5 | b5 | c5 | d5 | e5 | f5 | g5 | h5 |
| a6 | b6 | c6 | d6 | e6 | f6 | g6 | h6 |
| a7 | b7 | c7 | d7 | e7 | f7 | g7 | h7 |
| a8 | b8 | c8 | d8 | e8 | f8 | g8 | h8 |

## Notation
Les colonnes sont numérotées de gauche à droite par les lettres a à h ; les lignes sont numérotées de haut en bas par les chiffres 1 à 8.

## Différences entre Othello et Reversi
De nos jours, il n'y a plus aucune différence entre la règle d'Othello et celle de Reversi. Néanmoins, il semble que Reversi ait connu différentes règles au cours de son histoire.
La variante principale voit une situation différente au niveau de la position de départ : les deux joueurs posent les quatre pions de départ, chacun un à leur tour sur les quatre cases centrales. On peut donc aboutir à la même position de départ (ou une position symétrique) ou à une position où les deux pions noirs et les deux pions blancs sont parallèles (d4 et d5 noirs, e4 et e5 blancs). De plus chacun des deux joueurs a la possibilité de forcer l'ouverture parallèle : Blanc en jouant son premier coup en diagonale par rapport à celui de Noir, ou Noir en jouant ses deux premiers coups sur des cases adjacentes verticalement ou horizontalement, ce qui est toujours possible.
Autre variante : un joueur a le droit de ne pas jouer alors même qu'il en a la possibilité. Mais chaque joueur ne peut poser que trente-deux pions maximum (dans la règle « normale » il peut en poser plus s'il en a la possibilité). Et si un joueur n’a plus de pion à poser, son adversaire peut terminer la partie en jouant tous les coups restants possibles (dans la limite de ses trente-deux pions).

## Championnats du monde
Les titres de « champion du monde », de « championne du monde » et « champion du monde par équipes » sont décernés lors du même championnat du monde. Le titre de « champion du monde » n’est pas réservé à un homme, tandis que celui de « championne du monde » se joue entre les deux femmes les mieux classées du championnat.
Le titre de champion du monde junior (moins de 14 ans, puis moins de 18 ans à partir de 2024) est créé en 2016. Le Japonais Masaki Wada remporte cette première compétition et son compatriote Akihiro Takahashi lui succède en 2017.

### Mixte
| Année | Lieu       | Or                | Argent            | Bronze                  | 4e                      |
| ----- | ---------- | ----------------- | ----------------- | ----------------------- | ----------------------- |
| 1977  | Tokyo      | Hiroshi Inoue     | Thomas Heiberg    | Rey Ilagan              | Carol Jacobs            |
| 1978  | New York   | Hidenori Maruoka  | Carol Jacobs      | Leve Arsenault          | Jeff Davison            |
| 1979  | Rome       | Hiroshi Inoue     | Jonathan Cerf     | Joseph Alan Woch        | Vincenzo Peccerillo     |
| 1980  | Londres    | Jonathan Cerf     | Takuya Mimura     | Vincenzo Peccerillo     | Alain Serneels          |
| 1981  | Bruxelles  | Hidenori Maruoka  | Brian Rose        | Pier Andrea Morolli     | François Pingaud        |
| 1982  | Stockholm  | Kunihiko Tanida   | David Shaman      | Pier Andrea Morolli     | Luc Bruyninckx          |
| 1983  | Paris      | Ken'Ichi Ishii    | Imre Leader       | Brian Rose              | Paolo Ghirardato        |
| 1984  | Melbourne  | Paul Ralle        | Ryoichi Taniguchi | Ted Landau              | David Sharman           |
| 1985  | Athènes    | Masaki Takizawa   | Paolo Ghirardato  | David Shaman            | Neil Stephenson         |
| 1986  | Tokyo      | Hideshi Tamenori  | Paul Ralle        | David Shaman            | Imre Leader             |
| 1987  | Milan      | Ken'Ichi Ishii    | Paul Ralle        | David Shaman            | Karsten Feldborg        |
| 1988  | Paris      | Hideshi Tamenori  | Graham Brightwell | Imre Leader             | Takeshi Murakami        |
| 1989  | Varsovie   | Hideshi Tamenori  | Graham Brightwell | Peter Bhagat            | David Shaman            |
| 1990  | Stockholm  | Hideshi Tamenori  | Didier Piau       | Paul Ralle              | Brian Rose              |
| 1991  | New York   | Shigeru Kaneda    | Paul Ralle        | David Shaman            | Brian Rose              |
| 1992  | Barcelone  | Marc Tastet       | David Shaman      | Francesco Marconi       | Nils Berner             |
| 1993  | Londres    | David Shaman      | Emmanuel Caspard  | Philippe Juhem          | Noboyuki Takizawa       |
| 1994  | Paris      | Masaki Takizawa   | Karsten Feldborg  | Marc Tastet             | Imre Leader             |
| 1995  | Melbourne  | Hideshi Tamenori  | David Shaman      | Tatsuya Mine            | Emmanuel Caspard        |
| 1996  | Tokyo      | Takeshi Murakami  | Stéphane Nicolet  | Garry Edmead            | Joel Feinstein          |
| 1997  | Athènes    | Makoto Suekuni    | Graham Brightwell | Donato Barnaba          | Marc Tastet             |
| 1998  | Barcelone  | Takeshi Murakami  | Emmanuel Caspard  | Dominique Penloup       | Tatsuya Mine            |
| 1999  | Milan      | David Shaman      | Tetsuya Nakajima  | Kazune Aoki             | Jan Kristian Haugland   |
| 2000  | Copenhague | Takeshi Murakami  | Brian Rose        | Stéphane Nicolet        | Tim Krzywonos           |
| 2001  | New York   | Brian Rose        | Raphael Schreiber | Kazuhiro Sakaguchi      | Matthias Berg           |
| 2002  | Amsterdam  | David Shaman      | Ben Seeley        | Imre Leader             | Takuji Kashiwabara      |
| 2003  | Stockholm  | Ben Seeley        | Makoto Suekuni    | Andreas Höhne           | Hiroshi Goto            |
| 2004  | Londres    | Ben Seeley        | Makoto Suekuni    | Brian Rose              | Andreas Höhne           |
| 2005  | Reykjavik  | Hideshi Tamenori  | Lee Kwang-wook    | Takuji Kashiwabara      | Tamaki Miyaoka          |
| 2006  | Mito       | Hideshi Tamenori  | Makoto Suekuni    | Ben Seeley              | Tetsuya Nakajima        |
| 2007  | Athènes    | Kenta Tominaga    | Stéphane Nicolet  | Matthias Berg           | Tetsuya Nakajima        |
| 2008  | Oslo       | Michele Borassi   | Tamaki Miyaoka    | Matthias Berg           | Dominik Nowak           |
| 2009  | Gand       | Yusuke Takanashi  | Matthias Berg     | Makoto Suekuni          | Masaki Takizawa         |
| 2010  | Rome       | Yusuke Takanashi  | Michele Borassi   | Piyanat Aunchulee       | Imre Leader             |
| 2011  | Newark     | Hiroki Nobukawa   | Piyanat Aunchulee | Nicky van den Biggelaar | Matthias Berg           |
| 2012  | Leeuwarden | Yusuke Takanashi  | Kazuki Okamoto    | Seiya Kurita            | Nicky van den Biggelaar |
| 2013  | Stockholm  | Kazuki Okamoto    | Piyanat Aunchulee | Takashi Yamakawa        | Nicky van den Biggelaar |
| 2014  | Bangkok    | Makoto Suekuni    | Ben Seeley        | Yan Song                | Kazuki Okamoto          |
| 2015  | Cambridge  | Yusuke Takanashi  | Makoto Suekuni    | Nicky van den Biggelaar | Michele Borassi         |
| 2016  | Mito       | Piyanat Aunchulee | Yan Song          | Yusuke Takanashi        | Yasushi Nagano          |
| 2017  | Gand       | Yusuke Takanashi  | Akihiro Takahashi | Piyanat Aunchulee       | Chun Wang Li            |
| 2018  | Prague     | Keisuke Fukuchi   | Piyanat Aunchulee | Yusuke Takanashi        | Ben Seeley              |
| 2019  | Tokyo      | Akihiro Takahashi | Yusuke Takanashi  | Tetsu Satani            | Yan Song                |
| 2022  | Paris      | Kento Urano       | Arthur Juigner    | Michele Borassi         | Katie Pihlajapuro       |
| 2023  | Rome       | Yasushi Nagano    | Rujipas Aunchulee | Seiya Kurita            | Michele Borassi         |
| 2024  | Hangzhou   | Seiya Kurita      | Yusuke Takanashi  | Yan Song                | Yo Tomita               |

### Féminins
| Année | Lieu       | Championne du monde | Finaliste                |
| ----- | ---------- | ------------------- | ------------------------ |
| 2005  | Reykjavik  | Hisako Kinoshita    | Mami Yamanaka            |
| 2006  | Mito       | Toshimi Tsuji       | Katie Wu                 |
| 2007  | Athènes    | Yukiko Tatsumi      | Caroline Sandberg Odsell |
| 2008  | Oslo       | Liya Ye             | Yukiko Tatsumi           |
| 2009  | Gand       | Mei Urashima        | Veronica Stenberg        |
| 2010  | Rome       | Jiska Helmes        | Veronica Stenberg        |
| 2011  | Newark     | Jian Cai            | Yoko Sano                |
| 2012  | Leeuwarden | Veronica Stenberg   | Mami Yamanaka            |
| 2013  | Stockholm  | Katie Wu            | Caroline Sandberg Odsell |
| 2014  | Bangkok    | Joanna William      | Zhen Dong                |
| 2015  | Cambridge  | Yoko Sano           | Nida Pattarakul          |
| 2016  | Mito       | Zhen Dong           | Hisako Kinoshita         |
| 2017  | Gand       | Misa Sugawara       | Jiska Helmes             |
| 2018  | Prague     | Misa Sugawara       | Nida Pattarakul          |
| 2019  | Tokyo      | Joanna William      | Zhen Dong                |
| 2022  | Paris      | Katie Pihlajapuro   | Yoko Sano                |
| 2023  | Rome       | Hisako Kinoshita    | Katie Pihlajapuro        |
| 2024  | Hangzhou   | Hisako Kinoshita    | Joanna William           |

### Juniors (moins de 18 ans)
| Année | Lieu     | Champion du monde |
| ----- | -------- | ----------------- |
| 2016  | Mito     | Masaki Wada       |
| 2017  | Gand     | Akihiro Takahashi |
| 2018  | Prague   | Keisuke Fukuchi   |
| 2019  | Tokyo    | Akihiro Takahashi |
| 2022  | Paris    | Fuyumi Okudaira   |
| 2023  | Rome     | Osuke Kawazoe     |
| 2024  | Hangzhou | Yo Tomita         |

### Par équipes
| Année | Lieu       | 1er         | 1er  | 2e                 | 2e   | 3e                               | 3e   |
| Année | Lieu       | Pays        | Pts  | Pays               | Pts  | Pays                             | Pts  |
| ----- | ---------- | ----------- | ---- | ------------------ | ---- | -------------------------------- | ---- |
| 1987  | Milan      | États-Unis  | 24,5 | France             | 22,5 | Royaume-Uni                      | 21   |
| 1988  | Paris      | Royaume-Uni | 25   | Japon              | 23,5 | Italie France                    | 21,5 |
| 1989  | Varsovie   | Royaume-Uni | 27,5 | Danemark           | 24   | France                           | 23   |
| 1990  | Stockholm  | France      | 26   | Union soviétique   | 23,5 | États-Unis                       | 23   |
| 1991  | New York   | États-Unis  | 29   | France             | 23,5 | Union soviétique                 | 22   |
| 1992  | Barcelone  | Royaume-Uni | 27   | France             | 24,5 | Italie                           | 24   |
| 1993  | Londres    | États-Unis  | 25,5 | Japon              | 25   | France                           | 24,5 |
| 1994  | Paris      | France      | 25   | Royaume-Uni        | 24,5 | Japon                            | 24   |
| 1995  | Melbourne  | États-Unis  | 27   | France             | 24   | Japon                            | 22   |
| 1996  | Tokyo      | Royaume-Uni | 27,5 | France             | 22,5 | Japon États-Unis                 | 22   |
| 1997  | Athènes    | Royaume-Uni | 25   | France Italie      | 24   | -                                | -    |
| 1998  | Barcelone  | France      | 27,5 | États-Unis         | 26,5 | Japon                            | 22   |
| 1999  | Milan      | Japon       | 28   | Italie             | 23   | États-Unis                       | 22   |
| 2000  | Copenhague | États-Unis  | 27   | Japon              | 24,5 | Danemark                         | 23,5 |
| 2001  | New York   | États-Unis  | 28   | Japon              | 23,5 | France                           | 22,5 |
| 2002  | Amsterdam  | États-Unis  | 27,5 | France             | 25   | Japon                            | 24   |
| 2003  | Stockholm  | Japon       | 26   | États-Unis         | 25   | France                           | 24,5 |
| 2004  | Londres    | États-Unis  | 28   | Allemagne          | 25,5 | Japon                            | 25   |
| 2005  | Reykjavik  | Japon       | 29,5 | France             | 23,5 | Royaume-Uni Hong Kong États-Unis | 22   |
| 2006  | Mito       | Japon       | 28   | États-Unis         | 27,5 | Chine Singapour                  | 24   |
| 2007  | Athènes    | Japon       | 31   | France             | 25   | Royaume-Uni                      | 24   |
| 2008  | Oslo       | Japon       | 26,5 | Italie Pologne     | 25   | -                                | -    |
| 2009  | Gand       | Japon       | 28   | Allemagne          | 26   | Pologne                          | 25   |
| 2010  | Rome       | Japon       | 28   | Italie             | 25   | Pays-Bas                         | 24,5 |
| 2011  | Newark     | Japon       | 28   | Thaïlande          | 24   | Pays-Bas                         | 23,5 |
| 2012  | Leeuwarden | Japon       | 33   | France             | 25,5 | Pays-Bas                         | 25   |
| 2013  | Stockholm  | Japon       | 28   | États-Unis         | 24   | Suède Thaïlande                  | 23,5 |
| 2014  | Bangkok    | Japon       | 30   | États-Unis         | 23,5 | Pays-Bas Singapour               | 23   |
| 2015  | Cambridge  | Japon       | 30   | Italie             | 25   | France                           | 24   |
| 2016  | Mito       | Japon       | 33   | Chine              | 24   | Singapour États-Unis             | 23   |
| 2017  | Gand       | Japon       | 29   | Thaïlande          | 27   | France                           | 25   |
| 2018  | Prague     | Japon       | 28,5 | États-Unis Pologne | 24   | -                                | -    |
| 2019  | Tokyo      | Japon       | 31   | Chine Taïwan       | 26   | -                                | -    |
| 2022  | Paris      | Japon       | 29   | Finlande           | 27,5 | Suisse                           | 26,5 |
| 2023  | Rome       | Japon       | 32   | Suisse             | 27,5 | Finlande Pays-Bas                | 25   |
| 2024  | Hangzhou   | Japon       | 32   | Chine              | 26   | Hong Kong Singapour              | 25   |

## Pratique du jeu

### Au Japon
Goro Hasegawa a créé l'Association japonaise d'Othello (Japan Othello Association) en mars 1973 et a organisé le premier championnat national japonais le 4 avril 1973.
Le Japon est de très loin le pays où la pratique de l'Othello en compétition est la plus importante. En juin 2017, les deux tiers des joueurs recensés par la fédération internationale d'Othello sont japonais et la moitié des 5 000 tournois recensés depuis 1991 ont été organisés sur le sol japonais. Et cette domination numérique s'exprime également de manière forte au niveau des résultats lors des compétitions internationales et notamment avec le championnat du monde : pour le titre individuel (mixte), les Japonais ont remporté 31 titres sur 42, ont été exclus de la finale à seulement 5 reprises et n'ont eu aucun représentant dans les quatre premiers à seulement deux occasions. Les résultats du tournoi par équipes sont encore plus impressionnants : ils sont tenants du titre depuis 2005 sans discontinuer. Au niveau féminin en revanche la domination est bien moins nette : le titre féminin n'a été remporté par une Japonaise qu'à six reprises seulement en quatorze éditions (sans compter la victoire de Yoko Sano en 2015).

### En France

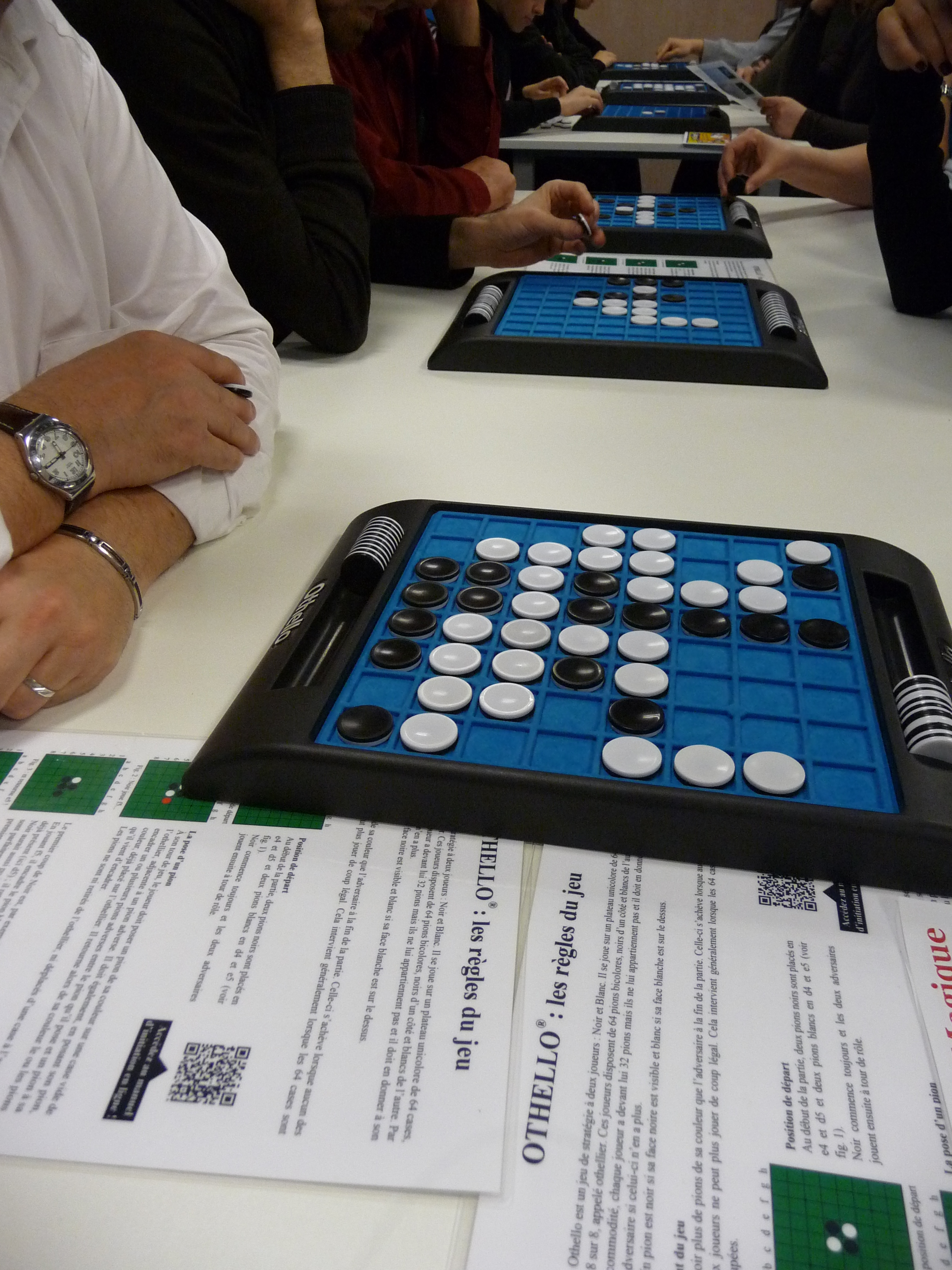
Joueurs d’Othello au Festival international des jeux à Cannes (France) le 2 mars 2013.

La Fédération française d’Othello (FFO) a été créée en 1983 et regroupe les joueurs d'Othello et de Reversi français, qui restent peu nombreux (en juin 2017, le classement mondial des joueurs ne référençait qu'une petite cinquantaine de joueurs français). Elle organise régulièrement des tournois, en particulier les Championnats de France (open et junior). En se basant sur le site de la fédération internationale d'Othello qui recense plus de 6 600 tournois organisés depuis 1991, on constate une diminution du nombre de tournois organisés en France : d'une grosse trentaine par an des années 1990 jusqu'au début des années 2000, on est tombé à une quinzaine par an en moyenne depuis le début des années 2010.
La FFO a édité la revue FForum de 1982 à 2011 (86 numéros, y compris le numéro zéro de 1982).
En France, Othello est commercialisé par la société Bandai, tandis que d'autres éditeurs (Dujardin, Mattel) proposent le jeu sous le nom de Reversi.

#### Championnat de France
La FFO a organisé son premier championnat de France en 1984. Cette édition a été remportée par Paul Ralle, qui a d'ailleurs également remporté le Championnat du monde cette même année. Avant cela, trois fédérations multijeux se sont succédé pour organiser sélections et finales, en liaison avec l’éditeur de jeu en 1977 et 1981.
En 1977, un Championnat du monde non officiel (il est parfois désigné comme le premier Championnat d'Europe) est organisé à Monte-Carlo. Sylvain Perez remporte la finale face à Michel Rengot-Blanchard. Jacques Ovion remporte un Championnat de France informel en 1979.
| Année | Champion de France | Finaliste             | Champion de France junior |
| ----- | ------------------ | --------------------- | ------------------------- |
| 1981  | François Pingaud   | François Andrieu      |                           |
| 1982  | Bernard Daunas     | Bernard Berriot       |                           |
| 1983  | Olivier Thill      | Bernard Daunas        |                           |
| 1984  | Paul Ralle         | Emmanuel Lazard       |                           |
| 1985  | Emmanuel Lazard    | Michel Drumel         |                           |
| 1986  | Paul Ralle         | Marc Tastet           |                           |
| 1987  | Paul Ralle         | Didier Piau           |                           |
| 1988  | Paul Ralle         | Didier Piau           |                           |
| 1989  | Philippe Juhem     | Marc Tastet           |                           |
| 1990  | Paul Ralle         | Jean-François Puget   |                           |
| 1991  | Marc Tastet        | Didier Piau           |                           |
| 1992  | Philippe Juhem     | Emmanuel Caspard      |                           |
| 1993  | Philippe Juhem     | Emmanuel Caspard      |                           |
| 1994  | Paul Ralle         | Philippe Juhem        |                           |
| 1995  | Dominique Penloup  | Bintsa Andriani       |                           |
| 1996  | Emmanuel Caspard   | Philippe Juhem        |                           |
| 1997  | Stéphane Nicolet   | Yi Liang              |                           |
| 1998  | Philippe Juhem     | Yi Liang              |                           |
| 1999  | Philippe Juhem     | Emmanuel Caspard      |                           |
| 2000  | Stéphane Nicolet   | Paul Ralle            | Corentin Ratonnat         |
| 2001  | Philippe Juhem     | Marc Tastet           | Corentin Ratonnat         |
| 2002  | Emmanuel Caspard   | Stéphane Nicolet      | Patrick Jamet             |
| 2003  | Philippe Juhem     | Marc Tastet           | Patrick Jamet             |
| 2004  | Marc Tastet        | Emmanuel Lazard       | Patrick Jamet             |
| 2005  | Stéphane Nicolet   | Arnaud Delaunay       | Patrick Jamet             |
| 2006  | Sébastien Barre    | Stéphane Nicolet      | Jennyfer Dos Santos Vidal |
| 2007  | Emmanuel Caspard   | Stéphane Nicolet      | Thibault Poirier          |
| 2008  | Marc Tastet        | Pierre Butin          | Gabriel Rousset           |
| 2009  | Emmanuel Lazard    | Stéphane Nicolet      | Thibault Poirier          |
| 2010  | Sébastien Barre    | Thierry Lévy-Abégnoli | Arthur Juigner            |
| 2011  | Takuji Kashiwabara | Arnaud Delaunay       |                           |
| 2012  | Emmanuel Caspard   | Arnaud Delaunay       |                           |
| 2013  | Takuji Kashiwabara | Sébastien Barre       |                           |
| 2014  | Arthur Juigner     | Takuji Kashiwabara    |                           |
| 2015  | Emmanuel Caspard   | Arthur Juigner        |                           |
| 2016  | Emmanuel Lazard    | Arthur Juigner        |                           |
| 2017  | Marc Tastet        | Arthur Juigner        | Félix Juigner             |
| 2018  | Arthur Juigner     | Stéphane Nicolet      | Rémi Tastet               |
| 2019  | Arthur Juigner     | Takuji Kashiwabara    |                           |
| 2021  | Takuji Kashiwabara | Arthur Juigner        |                           |
| 2022  | Takuji Kashiwabara | Marc Bertrandias      |                           |
| 2023  | Marc Tastet        | Emmanuel Lazard       |                           |
| 2024  | Marc Tastet        | Emmanuel Lazard       |                           |

## Othello et informatique
Il existe de nombreux programmes informatiques permettant de s'initier, voire de s'entraîner pour des compétitions. Il arrive que leur nom soit basé sur le mot reversi (nom alternatif du jeu), par exemple KReversi pour Linux avec KDE.
Des concours existaient aussi entre logiciels informatiques différents pour déterminer les plus évolués.

## Dans la culture
Dans le film franco-japonais Love Life (ラブライフ) de Kōji Fukada, sorti en 2022, le fils du personnage principal est un champion local d'Othello.

#### Ouvrages
Nous ne référençons ici que les ouvrages en français et en anglais. Il existe par ailleurs de nombreux livres en japonais.
- (en) Goro Hasegawa, How to win to Othello, 1977 (édité à l'origine au Japon en 1974).
- (en) J.A. Ball et J.R. Parker, The Key of Othello, 1981.
- (fr) François Pingaud, Othello - Reversi, éditions du Rocher, 1983 (réédité en 1993).
- (en) Ted Landau, Othello: Brief & Basic[PDF], 1985 (révisé en 1987 et 1990).
- (fr) Othello par l'exemple, par le Club de la rue d'Ulm, éditions de l'Impensé Radical, 1989. Il s'agit d'un recueil de 48 parties jouées au cours du championnat du monde de 1988.
- (fr) Emmanuel Lazard, À la découverte d'Othello. Manuel d'initiation[PDF], 1993.
- (fr) Emmanuel Lazard et Marc Tastet, Othello, éditions Bornemann, 1998. Il s'agit d'une révision augmentée du précédent ouvrage d'Emmanuel Lazard.
- (en) Randy Fang, Othello: From Beginner to Master[PDF], 2003.
- (en) Brian Rose, Othello: A Minute to Learn... A Lifetime to Master[PDF], 2005.

#### Revues
- (fr) FFOrum, publié par la Fédération française d'Othello de 1982 à 2011 (parution trimestrielle, 86 numéros, dont un numéro zéro).
- (en) Othello Quarterly (OQ), publié par la United States Othello Association de 1979 à 2005.
- (en) The Newsletter of the British Othello Federation, publiée biannuellement de 1987 à 2011 (46 numéros).